# Lagosta
Lagosta é o nome comum dado a uma grande diversidade de espécies de crustáceos decápodes marinhos da subordem Palinura, caracterizados por terem as antenas do segundo par muito longas e os urópodes em forma de leque. Estes crustáceos podem atingir grande tamanho, com peso superior a 1 kg, e têm uma grande importância económica, uma vez que são considerados alimentos de luxo. O nome comum tem apenas base morfológica, razão pela qual não tem significado taxonómico preciso para além do nível de subordem.

## Descrição
Entre muitas outras espécies, o nome comum lagosta aplica-se a:
- Qualquer das espécies da família Palinuridae, nomeadamente:
  - Palinurus barbarae Groeneveld, Griffiths & van Dalsen, 2006[1] — lagosta-gigante
  - Palinurus charlestoni Forest & Postel, 1964 — lagosta-de-cabo-verde
  - Palinurus delagoae Barnard, 1926 — lagosta-de-moçambique
  - Palinurus elephas (Fabricius, 1787) — lagosta-comum; lagosta-europeia
  - Palinurus mauritanicus Gruvel, 1911 – lagosta-marroquina
  - Palinurus japonicus — lagosta-japonesa;
  - Qualquer das espécies do género Jasus
- Diveras espécies da família Nephropidae nomeadamente:
  - Nephrops norvegicus (Linnaeus, 1758) — lagosta-da-noruega; langostino; scampi;
  - Homarus americanus H. Milne-Edwards, 1837 — lagosta-americana; lagosta-da-nova-inglaterra;
  - Metanephrops rubellus — lagosta-brasileira; pitu;
  - Metanephrops mozambicus — lagosta-de-moçambique; lagosta-africana;
- Diversas espécies de crustáceos da subordem Astacidea.